# 2022年新疆乌鲁木齐高层住宅楼火灾
2022年11月24日19时49分，中華人民共和國乌鲁木齐市天山区吉祥苑小区發生火災，造成10人死亡，9人受傷。一些民众认为，嚴重特殊傳染性肺炎封控措施阻碍了救援，居民无法逃生。此火灾在中国大陆引发争议，并成为白紙運動的導火索，最终推动了官方在12月7日发布新十条终结清零政策。

## 背景
导致此次火灾的关键性因素是该小区的消防条件不合格。吉祥苑小区水电工艾力·苏力坦說明，为方便车辆进出管理，进入小区大门10余米，右转弯处道路中间设置了升降栏杆，同时延伸设置了地桩。右侧沿路边台阶安装了栅栏，隔出人行通道。乌鲁木齐市消防救援支队副支队长徐宝勇介绍，消防车进入后，需右转才能抵达事发楼栋，工作人员先后拆除了行人栅栏和升降栏杆，但因车辆转弯半径大，必须将地桩一并拆除。
2022年以来，多个中国大陆城市因应嚴重特殊傳染性肺炎疫情而封城，導致物资供给和就医不便，引起部分民众的不满。美国之音认为，3至6月的上海封城事件和9月当局为“清零”而连夜将居民送往隔离点而导致的贵州大巴侧翻事件等事件都致使越来越多的人对中国的防疫措施感到愤怒。

## 過程
24日19時許，天山区吉祥苑小區8號樓2單元1502室住戶布阿依仙木·買買提艾力在做蒸汽浴，中途電路突然跳閘，布阿依仙木隨後將電閘復位並返回繼續蒸浴。期間，布阿依仙木的女兒聞到濃烈的焦糊味，循著氣味發現臥室插座起火，隨後赶忙跑到门口大喊，而布阿依仙木立即趕去查看，但火苗已將床上用品和木質牆裙引燃，加之牆裙和天花板吊頂均為易燃木質材料，火勢蔓延極快。布阿依仙木先後接了兩壺水滅火，但仍無法控制火勢，隨即拉著女兒跑出家門求救。而聞訊而來的社區工作者鄧明星則帶著她倆朝樓下奔去，同時撥打了119火警電話。三人到14樓求助，並與該層住戶返回15樓滅火，未能成功，遂一起下樓避險。到一樓單元門口時，樓上的燃燒物紛紛墜落，為防止受傷，在救援人員指引下，他們進入一樓住戶，從窗戶逃出，安全到達樓外。
接到报警后，乌鲁木齐市消防救援支队赶赴现场处置，急救、应急、公安等力量到现场开展救援行动。自治区党委、政府主要领导和乌鲁木齐市委、市政府主要负责同志赶赴现场指挥处置工作。22时35分许，现场明火被扑灭。伤者均因吸入有毒烟气紧急送往医院救治，10人经抢救无效死亡；9人为中度吸入性肺损伤，生命体征平稳，无生命危险。据官方通报，起火部位在高层住宅楼15层，火势蔓延至17层，烟气扩散至21层。经现场勘查和当事人陈述，初步确定火灾因家庭卧室插线板着火引发。
有網傳聊天記錄截圖顯示，吉祥苑「社区」因核酸採樣出現陽性個案，自11月21日起實行為期3天的靜默管控，期間居民要「足不出戶」，且大廈的門亦被貼上封條，居民不得隨意出入。不過，官方通報稱，該小區為疫情低風險區，居民可下樓活動。
烏魯木齊市天山區區長哈米提·買買提伊明表示，經與小區所在街道、社區以及現場消防救援人員反復核實，小區不存在鐵絲捆綁的問題，樓棟所有住戶門、單元門均未封閉。網上所傳樓層門用鐵絲捆綁的圖片為移花接木、惡意拼接。他说，2022年11月12日起，事發小區由高風險區降為低風險區，隨後天山區疫情防控指揮部進行綜合評估後，自11月20日起，小區居民已經實行錯峰有序出戶下樓，在小區內活動。烏魯木齊消防救援支隊支隊長李文勝介紹，此次火災具有火災荷載大、蔓延速度快、被困人員多、疏散搜救難等特點，消防部門共調集23輛消防車、109名指戰員參與處置。「事發小區進出道狹窄，且停車位較少，道路兩側停放大量私家車，大型消防車難以進入小區實施作業。在開展搜救及樓內撲火的同時，組織相關部門對樓前私家車道進行移位，拆除日常設立的地樁，全面打開建築南北側火災撲救作業面。」他还表示，「部分居民自防自救能力弱，對居住建築中通往樓頂的第二安全出口位置不熟悉，火災發生時未進行有效的撲救及及時的逃生自救。」

## 示威抗議

### 乌鲁木齐
火災後有人懷疑住宅小區的通道門因防疫政策被鎖死，導致困在火災中的居民無法逃生。其後，烏魯木齊當局在報導中稱吉祥苑小區是低風險區的說法亦遭到網民質疑。民眾自發悼念死難者，及後演變成示威。

### 南京
2022年11月26日，南京傳媒學院學生率先自發聚集，發起哀悼11.24烏魯木齊大火的死難者的活動。並由此點燃了各地抗議運動，並進而引發了以南京傳媒學院學生為開端的高舉空白紙張，抗議當局長期的封控政策，至演變為爭取民主自由等政治訴求的「白紙革命」。

### 上海
2022年11月26至27日，上海有民眾聚集在烏魯木齊中路的匯賢居和亦園門外，呼籲摘掉口罩，結束「動態清零」政策，結束中國共產黨執政地位。有民眾在「烏魯木齊中路」路標下點起白色蠟燭，以此悼念烏魯木齊火災死難者。有民眾高呼「新疆解封」、「共產黨下台」、「習近平下台」，另有民眾高呼「不要核酸要自由」，呼應北京四通橋抗議的口號，傳遞並手持無字白紙抗議言論封鎖。

### 北京
2022年11月27日，北京市朝陽區多名市民在亮馬橋一帶高舉白紙，悼念火災死者。

### 高等院校
全國各地陸續有十多間高校有學生聚會表達不滿，其中包括清華大學、北京大學、中山大學，澳门科技大学等，有大批學生聚集悼念和抗議。

## 政府回應
11月25日晚，乌鲁木齐市长买买提明·卡德就大火向全市人民道歉，表示已经成立联合调查组，将依法依规严肃追责，绝不姑息。
11月26日，乌鲁木齐市人民政府新闻办公室召開疫情防控工作新闻发布会，會上宣布防控工作取得重大阶段性成果並已实现社会面基本清零目标。在經乌鲁木齐市疫情防控工作指挥部考慮，該市将分阶段有序恢复低风险区居民生活秩序。低风险区居民按楼栋单元分时段错峰下楼有序活动，而位於低風險社區的居民可跨（小）區在其他社区或街道范围内活动。据发布会，该小区进出道狭窄，且停车位较少，道路两侧停放大量私家车，大型消防车难以进入小区实施作业。初步判定，因电气线路故障引发火灾。小区不存在铁丝捆绑问题，楼栋所有住户门单元门均未封闭，网传图片为恶意拼接。
11月28日，赵立坚表示，有一群别有用心的人将防疫政策和乌鲁木齐火灾联系在一起，并强调中国将坚持“动态清零”政策。

## 争议

### 防疫過度
自2022年8月開始，新疆多地爆發疫情，當地黨政機關對此制定多項封控政策（包括強制核酸檢測、靜默措施等）。在兰州婴儿因小区封控送医途中不治以后，尽管中央政府要求并向各地防控部门传达“人民生命安全比防疫更加重要”，所有防疫措施是不允许阻挡紧急情况，但是这条命令并没能在新疆地方政府手上生效。事故發生前，吉祥苑小區被規劃為低風險地區，居民每天有“一到两个小时的自由活动时间”，其餘時間需封控在家。而事故發生後，有身穿白色防护服的工作人员疑似在紧急破拆围栏和路障，而小区部分违规停放在消防通道上的车辆无法挪位导致消防车被堵。有市民批評政府防疫過度令消防設備無法即時抵達現場。 對此，新疆日報對於小區有否存在鐵絲綑綁進行調查並訪問該區住戶，該住宅樓的火災親歷者木尼热·艾合买提表示其所在单元可错峰下楼，期间，单元大门始终保持开启状态，未曾被铁丝绑死或焊死。而小區門外的地桩和栅栏並非為疫情防控所設，設置目的是为了人车分流和小区车辆管理。
自由亚洲电台进行事实查核后表示，清零封控的防疫措施并不必然与疫情的“高风险”或者“低风险”相关，不同地域、不同民族甚至不同楼层的人受到的管控可能都不一样。并称至少有5名死者因防疫管控措施或者说“以防疫为名义的管控措施”受困家中身亡。

### 消防設備薄弱
烏魯木齊消防支隊抵達現場後，消防车似乎被其他物品挡住了去路，喷出最高的水柱也噴不到起火点，無法有效滅火，導致火勢蔓延。 該小區水電工力·苏力坦則闢謠指，阻擋物（地桩和栅栏）在小區大門10余米範圍內，設置目的是为了人车分流和小区车辆管理，並非為疫情防控所設。

### 言論封鎖
11月25日，官方通報稱苏某（女、24岁、住水磨沟区）在微信群中散布乌鲁木齐市天山区吉祥苑小区火灾事故死亡人数的不实信息。依据《中华人民共和国治安管理处罚法》第二十五条之规定，公安机关决定对苏某处以行政拘留十日的处罚。
當地網友在微博上傳現場視頻和披露吉祥苑小區正處「靜默」封控期、逃生通道被鎖，消防人員因受阻於封控路障、耽誤救援時間等細節遭官方刪除。
25日晚，乌鲁木齐市就这场火灾举办新闻发布会。不过乌鲁木齐的官方说辞并没有让网民信服。相反，官员将责任归结到死亡的居民“自防自救能力弱”“不熟悉安全出口位置”“未进行有效的扑救及及时的逃生自救”身上更是引爆了网民的愤怒。
美国之音观察到，热搜话题“乌鲁木齐1124火灾事故发布会”下的贴文遭到了过滤，几乎只显示认证账号和官方账号（黄V和蓝V）发布的内容。但就算如此，每分钟依然有十多条新贴文出现，内容多是对官方说法的不满。三至五分钟内，每一条贴文都能收获上百个点赞。然而，在微博的热搜榜上，这个话题却一直卡在第四位，无法超过一些阅读量和讨论度远没有其高的话题。到记者截稿为止，“乌鲁木齐1124火灾事故发布会”拥有7.7亿的今日阅读量。而前三名有关吴亦凡、世界杯、中国空间站的热搜话题各自阅读量分别有1.2亿、1970万、5057万。有观点认为当局故意使用吴亦凡判决结果压制引导舆情。
早些时候，另外几条和乌鲁木齐大火有关的热搜话题也都无法攀登上热搜榜的前几位，尽管这些话题的阅读量远高于那些在它们之上的话题。这也引起了一些网民的质疑。
另外，中華人民共和國領導人習近平在乌鲁木齐大火的隔天对所羅門群島遭受地震致慰问电引起民憤，微博随即删除所有评论，只保留中國外交部等藍V（官方帳號）發布的消息并禁止評論，且将「索羅門群島」列為禁搜詞。
微信上的相关审查工作也在马不停蹄地进行着。包括《通路不跑》、《你能想到的坏事都会发生》等多篇和此次事件有关、质疑政府说法的公众号文章已经被删除。随后，一些用户开始转发中华人民共和国建国领导人毛泽东的一篇讲话，标题是《让人说话，天塌不下来》。同时，几篇行为艺术式的文章也受到大量转发。其中一篇文章完全由黑色方块代替文字构成，每一个方块都代表一个被审查了的字。另一篇则是从标题到内容都只重复一个字：“好”，表达对当局只允许支持声音的不满。

## 各界反應
- 据移居瑞士的Abdulhafiz Maimaitimin透露，火灾受害者中的Qemernisa Abdurahman为其姨母，一家五人遇难。[33] Mohammad和Sharapat两人为此户子女，向CNN对此事表达悲痛，称因为新疆种族灭绝无法从土耳其回乡参加葬礼。[34]
- 在北京封控了5天后解封的《環球時報》媒体人胡锡进在微博上为乌鲁木齐发声，乌鲁木齐是全国连续封控时间最长的大城市，大量居民从8月中旬以来就被禁止离开小区。这样的超长时间封控显然是不合理的，超过了人们身心能够承受的限度。这次火灾引起了人群愤怒，胡认为乌鲁木齐政府应当调整防疫措施，尽快回归正常才是推动人民与政府和防疫的和解。许多网友回复感谢胡的发声。[35][36]
- 《香港01》發評論員文章指，事故發生小區為低風險區，卻因過度防疫而耽擱了滅火與救援時間，認為對於當下中國內地來說，當局應嘗試以更大力度曝光、查處和問責過度防疫，守住經濟發展和民眾生活、就醫和安全的基本底線，不要再讓一些地方的過度防疫侵蝕民眾的信心和耐心，尤其不要再出現那種因過度防疫而釀成的生命悲劇。[37]
- 耶鲁大学法学院教授张泰苏在推特上评论说：“如果你在关注乌鲁木齐大火之后中国社媒上的巨大爆发的话，你也许会有一种梦回2020年3月李文亮事件[註 4]的感觉。只不过这一次，（中国）政府或许无法那么容易地把形势逆转了（put the genie back in the bottle）。”[10]
- 有網民稱該小區為低風險說法是謊言，小程序上明確顯示為高風險；而死亡人數遠不止10人，質疑當地官員謊報死亡數據。[28] 而吉祥苑小区所在社区党总支书记阿孜古丽·克里木反駁指自11月12日起，吉祥苑小区由高风险区降为低风险区，随后，经天山区疫情防控工作指挥部综合评估，自20日起，该小区居民错峰有序出户下楼，可在小区内活动。[7]
- 居住在華盛頓的維吾爾族學者伊明（Tahir Imin）表示，政府處理此事非常糟糕，表明了他們不在乎維吾爾人的性命。伊明質疑：「在中國這種擁有各種設施、設備和人力的國家，消防部門為什麼會無法在3小時內控制火勢？」，伊明透露，「這起火災發生當下，相關人員還在周邊進行病毒檢測，導致火災持續蔓延、拖延救火，白白浪費兩小時寶貴時間，進而導致維族民眾喪生。」[38]

## 國際反應
- 土耳其外交部11月26日發聲明表示，他們希望烏魯木齊火災的原因可以公開，對於民眾傷亡他們深感痛心。[39]

## 相关文艺作品
在2023年中央广播电视总台春节联欢晚会小品节目《坑》中，沈腾的一句台词“人民群众对道路潜在风险的察觉性不足”，被一些网民解读为是在暗讽此次火灾后政府官员在发布会上称“部分居民自防自救能力弱”。

## 备注
1. ↑  截图中原文为吉祥苑社区，但事发地吉祥苑小区所在社区名为固原巷社区。[13]该社区实际上位于克拉玛依市克拉玛依区的昆仑路街道。
2. ↑  不过当天外交部网站上公布的新闻稿中没有出现相关内容[24]。
3. ↑  出自毛泽东《在扩大的中央工作会议上的讲话》（1962年1月30日），部分原文为：“总之，让人讲话，天不会塌下来，自己也不会垮台。不让人讲话呢？那就难免有一天要垮台。”
4. ↑  实际发生于2020年2月。